# Kazuma Kodaka
Kazuma Kodaka (こだか 和麻 Kodaka Kazuma?,  Kōbe, Prefectura de Hyōgo, Japón, 19 de noviembre de 1969) es una mangaka japonesa. 

## Biografía
Kodaka nació el 19 de noviembre de 1969 en la ciudad de Kōbe, Hyōgo. Realizó su debut profesional en 1989 en la revista Shukan Shōnen Champion con su obra Sessa Takuma!. Escribe principalmente mangas de género yaoi, ofreciendo relaciones homosexuales entre hombres para un público femenino, y se le ha descrito como "una artista pionera que se encuentra entre una de las más populares" del género. Kodaka ha dicho que decidió adentrarse en el género del yaoi luego de haber leído una serie de mangas de parodia con temas yaoi, encontrándolos "más interesante" que el manga shōjo regular y más psicológicamente complejos que el manga shōnen. También ha escrito numerosos dōjinshi que adquirieron una gran popularidad pero son difíciles de obtener de series como Prince of Tennis, Fullmetal Alchemist, Hikaru no Go, Gankutsuou: The Count of Monte Cristo y Slam Dunk. Kodaka aprendió a dibujar por sí misma, pero ha citado a la artista Rumiko Takahashi como una influencia para sus diseños. También dibuja todas sus obras a mano y sin usar computadoras. Aprendió técnicas del manga shōjo de Sanami Matō, autora de Fake.

## Obras
- Ikumen After
- Border
- Ren ai Hōteishiki
- Kizuna: Koi no Kara Sawagi
- Hana to Ryū
- Sessa Takuma!
- Kimera
- Kusatta Kyōshi no Hōteishiki
- Sebiro no Housekeeper
- Boku no Sexual Harassment (junto a Sakura Momo)
- Sex Therapist
- Mezase Hero!
- Not Ready?! Sensei
- Midare Somenishi
- Ihōjin Etranger
- Chocomint